# Bidarray
Bidarray település Franciaországban, Pyrénées-Atlantiques megyében. Lakosainak száma 675 fő (2022. január 1.). Bidarray Itxassou, Louhossoa, Macaye, Ossès, Saint-Étienne-de-Baïgorry, Saint-Martin-d’Arrossa és Baztan községekkel határos.

## Népesség
A település népességének változása:
| Lakosok száma | 685  | 696  | 701  | 677  | 667  | 663  | 662  | 657  | 675  |
|               | 2013 | 2015 | 2016 | 2017 | 2018 | 2019 | 2020 | 2021 | 2022 |